# Blazia
Blazia é um gênero de traça pertencente à família Arctiidae.